# Sembungharjo (Pulokulon)
Sembungharjo is een bestuurslaag in het regentschap Grobogan van de provincie Midden-Java, Indonesië. Sembungharjo telt 7925 inwoners (volkstelling 2010).